# Operator (logika)
Operator – termin, za pomocą którego zazwyczaj określa się wyrażenie wiążące zmienne, przy czym zakłada się, że pojęcie wiązania zmiennej zostało wcześniej zdefiniowane. 
Jeśli nie zakłada się pojęcia związania zmiennej z góry, operatory danego języka charakteryzuje się przez wymienienie ich oraz podanie reguł, za pomocą których buduje się z nich w tym języku wyrażenia sensowne. Przykładami operatorów mogą być kwantyfikatory (dla których odpowiednie reguły budowania wyrażeń sensownych podaje rachunek kwantyfikatorów), operatory deskrypcji (dla których odpowiednie reguły budowania wyrażeń sensownych podaje teoria deskrypcji), a także znak abstrakcji czy wiele innych znaków matematycznych (sumy, iloczynu, całki itp.). Pojęcie operatora pojawia się w analizach logiczno-filozoficznych Kazimierza Ajdukiewicza, który kontrastuje operatory z funktorami.